# Canon biblic
Canonul biblic (sau canonul Scripturii) este lista cărților considerate a constitui Biblia într-o anumită comunitate religioasă, în iudaism sau creștinism. Termenul în sine a fost inventat de creștini, dar ideea apare în surse ebraice. Formularea internă a textului poate fi de asemenea specificată, de exemplu textul masoretic este textul canonic în iudaism. 

## În iudaism
Biblia ebraică (Vechiul Testament) a fost canonizată pentru evrei în jur de 100 d.Hr. Vocalele au fost adăugate în secolul XI d.Hr. (în mod obișnuit ebraica se scrie fără vocale, iar textul biblic nu conținea spații sau semne de punctuație).

## În creștinism

### Canonul Noului Testament
Abia ereticul Marcion a făcut prima încercare de a stabili un canon al Noului Testament — până la Marcion Noul Testament nu exista drept carte, ci doar ca scrieri separate și nu mereu aceleași.
Canonul muratorian, document anonim scris de un creștin, datând probabil de la sfârșitul sec. al II-lea, probabil din vest (eventual din Roma), nu acceptă Epistola către evrei, Epistola catolică a lui Iacob, 1 Petru și 2 Petru și 3 Ioan, dar acceptă Apocalipsa lui Petru și Înțelepciunea lui Solomon drept scriptură.
Epistola lui Barnaba și Păstorul lui Hermas sunt prezente în Codex Sinaiticus, dar au fost mai târziu abandonate, de exemplu Păstorul lui Hermas a fost abandonată pe motiv că ar fi prea recentă.
Cărți care au fost foarte aproape de a fi definitiv incluse în acest canon, dar în cele din urmă au ratat includerea: Evanghelia după Petru și Apocalipsa lui Petru, prima pe motiv că ar putea fi interpretată docetic iar ultima pe motiv că descrie prea simplist și literal viața de apoi. Unii Părinți ai Bisericii erau de părere că Apocalipsa lui Petru trebuie considerată drept scriptură, ca egală cu Apocalipsa lui Ioan sau chiar ca preferată față de Apocalipsa lui Ioan.
Cărți care aproape au ratat includerea în canon: Epistola către evrei, pe motiv că n-a fost semnată de Apostolul Pavel și Apocalipsa lui Ioan, pe motiv că mileniul Împărăției lui Dumnezeu este redat în mod prea simplist și literal.
În canonul Noului Testament au fost incluse cărți care erau: vechi, apostolice (scrise de apostoli sau de asociați ai apostolilor), populare și în mod special ortodoxe (adică erau conforme cu învățăturile taberei ortodoxe sau proto-ortodoxe). De aceea evangheliilor, deși au fost scrise anonim, le-au fost aplicate nume de apostoli sau de asociați ai apostolilor, altfel ele n-ar fi putut fi incluse în canon.
Prima mențiune a celor 27 de cărți care compun azi Noul Testament și numai a lor datează din anul 367, într-o scrisoare a lui Atanasie din Alexandria, la circa trei sute de ani după scrierea acestor cărți. Canonul era încă disputat în acea vreme, iar scrisoarea sa nu a rezolvat disputele. Consensul în privința acestui canon s-a format începând cu secolul al V-lea.

#### Autenticitatea cărților din Noul Testament
Numai 8 din cele 27 de cărți sunt în mod sigur scrise de autorii cărora le sunt atribuite și anume șapte din epistolele pauline și Apocalipsa lui Ioan (care e cert scrisă de cineva numit Ioan, deși nu e clar cine era acel Ioan, de exemplu nu știm dacă era apostol). Cele șapte epistole sunt ortonime (adică numele autorului este corect redat de tradiție), iar Apocalipsa este omonimă (adică scrisă de cineva care avea același nume cu autorul atribuit ei în mod tradițional).

### Canoanele oficiale ale Bibliei
Noul Testament, format din 27 de cărți, a fost pentru prima dată canonizat oficial în timpul conciliilor de la Hippo (393) și Cartagina (397) din Africa de Nord. Papa Inocențiu I a ratificat același canon în 405, dar este probabil ca un Conciliu de la Roma în 382 sub Papa Damasus I să fi dat mai devreme aceeași listă. Aceste consilii au furnizat, de asemenea, canonul Vechiului Testament, care includea cărțile deuterocanonice.
Canonul Bibliei a fost stabilit în mod oficial în protestantism de Martin Luther (n. 1483 d. 1546) și de Conciliul Tridentin pentru Biserica Catolică, conciliu care a avut loc între 1545 și 1563. Până atunci niciun conciliu ecumenic nu se pronunțase în această privință.
Sinodul de la Ierusalim (1672) a stabilit canonul Bibliei pentru bisericile ortodoxe. Acest sinod a aprobat același canon al Noului Testament ca cel catolic, dar a aprobat un canon diferit în ce privește Vechiul Testament.
De remarcat că Luther a marcat patru cărți din Noul Testament drept „Antilegomena”: Epistola către evrei, Epistola catolică a lui Iacob, Epistola catolică a lui Iuda și Apocalipsa lui Ioan. Luteranii de azi le numesc deuterocanonice în loc de Antilegomena.